# Championnats d'Europe de gymnastique artistique masculine 1961
 (juillet 2025).
Si vous disposez d'ouvrages ou d'articles de référence ou si vous connaissez des sites web de qualité traitant du thème abordé ici, merci de compléter l'article en donnant les références utiles à sa vérifiabilité et en les liant à la section « Notes et références ».
Navigation
Édition précédente Édition suivante
Les 4e championnats d'Europe de gymnastique artistique masculine ont eu lieu à Luxembourg (Luxembourg).

## Résultats hommes

### Concours général individuel
| Rang | Pays                 | Athlètes            | Points |
| ---- | -------------------- | ------------------- | ------ |
| 1    | Yougoslavie          | Miroslav Cerar      | 58.050 |
| 2    | Union soviétique     | Yuri Titov          | 56.850 |
| 3    | Italie               | Giovanni Carminucci | 56.650 |
| 4    | Italie               | Franco Menichelli   | 56.550 |
| 5    | Allemagne de l'Ouest | Phillip Furst       | 56.300 |
| 6    | Union soviétique     | Viktor Leontiev     | 55.800 |
| 6    | Tchécoslovaquie      | Jaroslav Stastny    | 55.800 |
| 6    | Luxembourg           | Joseph Stoffel      | 55.800 |

### Finales par engins

#### Sol
| Rang | Pays             | Athlètes          | Points |
| ---- | ---------------- | ----------------- | ------ |
| 1    | Italie           | Franco Menichelli | 19.450 |
| 2    | Union soviétique | Viktor Leontiev   | 19.350 |
| 3    | Yougoslavie      | Miroslav Cerar    | 19.300 |
| 4    | Tchécoslovaquie  | Jaroslav Stastny  | 19.150 |
| 5    | Suède            | William Thoresson | 18.950 |
| 6    | Suisse           | Ernst Fivian      | 18.550 |

#### Cheval d'arçons
| Rang | Pays                 | Athlètes            | Points |
| ---- | -------------------- | ------------------- | ------ |
| 1    | Yougoslavie          | Miroslav Cerar      | 19.600 |
| 2    | Allemagne de l'Ouest | Phillip Furst       | 18.650 |
| 2    | Union soviétique     | Viktor Leontiev     | 18.650 |
| 4    | Union soviétique     | Yuri Titov          | 18.600 |
| 5    | Norvège              | Age Storhaug        | 18.450 |
| 6    | Italie               | Giovanni Carminucci | 18.050 |

#### Anneaux
| Rang | Pays             | Athlètes          | Points |
| ---- | ---------------- | ----------------- | ------ |
| 1    | Yougoslavie      | Miroslav Cerar    | 19.250 |
| 1    | Bulgarie         | Velik Kapsazov    | 19.250 |
| 1    | Union soviétique | Yuri Titov        | 19.250 |
| 4    | Union soviétique | Viktor Leontiev   | 19.200 |
| 5    | Italie           | Franco Menichelli | 19.050 |
| 6    | Suède            | Leif Koorn        | 19.000 |

#### Saut de cheval
| Rang | Pays                 | Athlètes            | Points |
| ---- | -------------------- | ------------------- | ------ |
| 1    | Italie               | Giovanni Carminucci | 19.350 |
| 2    | Italie               | Franco Menichelli   | 19.250 |
| 3    | Yougoslavie          | Miroslav Cerar      | 19.200 |
| 3    | Suisse               | Ernst Fivian        | 19.200 |
| 3    | Suède                | William Thoresson   | 19.200 |
| 6    | Allemagne de l'Ouest | Phillip Furst       | 18.950 |

#### Barres parallèles
| Rang | Pays             | Athlètes            | Points |
| ---- | ---------------- | ------------------- | ------ |
| 1    | Yougoslavie      | Miroslav Cerar      | 19.550 |
| 2    | Union soviétique | Viktor Leontiev     | 19.00  |
| 3    | Italie           | Giovanni Carminucci | 18.950 |
| 3    | Italie           | Franco Menichelli   | 18.950 |
| 5    | Suisse           | André Brüllmann     | 18.850 |
| 6    | Luxembourg       | Joseph Stoffel      | 18.650 |

#### Barre fixe
| Rang | Pays                 | Athlètes         | Points |
| ---- | -------------------- | ---------------- | ------ |
| 1    | Union soviétique     | Yuri Titov       | 19.500 |
| 2    | Hongrie              | Raymond Csanyi   | 19.450 |
| 3    | Finlande             | Otto Kestola     | 19.350 |
| 4    | Yougoslavie          | Miroslav Cerar   | 19.200 |
| 5    | Allemagne de l'Ouest | Phillip Furst    | 19.100 |
| 5    | Tchécoslovaquie      | Jaroslav Stastny | 19.100 |